# Xaver Arnold
Xaver Arnold (* 17. Februar 1848 in Sursee, Kanton Luzern, Schweiz; † 14. August 1929 in Hamburg) war ein Schweizer, in Deutschland tätiger Bildhauer.

## Leben

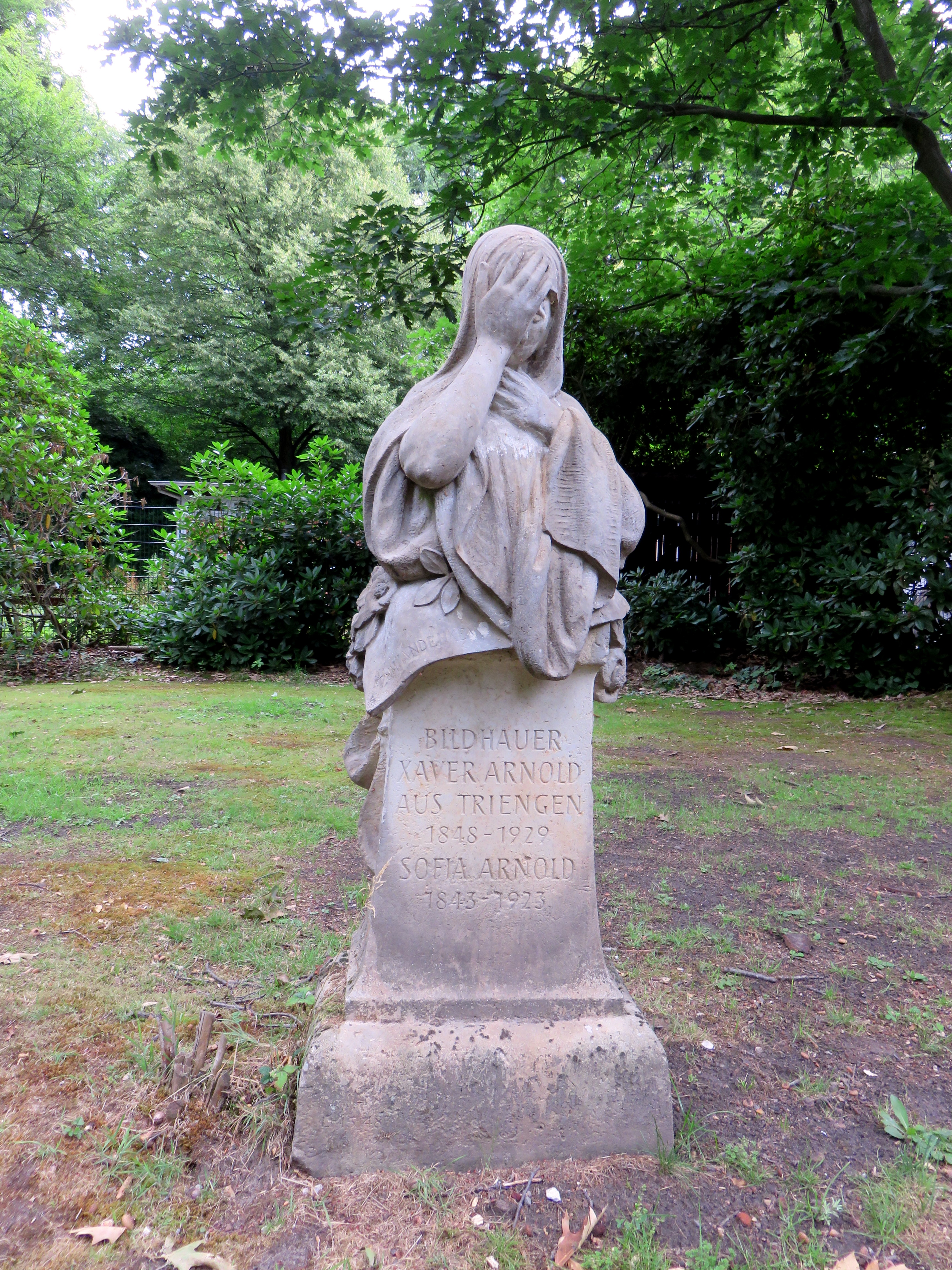
Grabmal auf dem Friedhof Ohlsdorf

Der Sohn eines Hausmeisters in Etzelwil, besuchte die Sekundarschule und kam 1863 in die Lehre zu dem Bildhauer Franz Sales Amlehn (1838–1931) in Sursee. Danach ging er auf Wanderschaft durch die westliche Schweiz, arbeitete dann bei einem Bildhauer in Luzern, wo er sich insbesondere mit der Technik des Holzschnitts sowie mit kirchlichen Figuren und Ornamenten vertraut machte. Nach weiteren Wanderjahren absolvierte er eine technische Ausbildung an der Vorschule der Wiener Kunstakademie und schrieb sich am 27. November 1868 ins Matrikelbuch der Akademie der bildenden Künste in München ein. Hier studierte er unter anderem in der Bildhauerklasse von Professor Max Widnmann (1812–1895), Schüler und Nachfolger von Ludwig von Schwanthaler. Auch sein früherer Lehrer Anlehn war ab 1864 Schüler Widmanns gewesen. Anschließend war er Lehrer für Zeichnen und Modellieren an der von Gustav Haarmann geleiteten „Herzoglichen Baugewerkschule“ in Holzminden, dann freischaffender Bildhauer in Hamburg. Hier erhielt er mehrere Aufträge des Hamburger Magistrats. Mit dem Architekten und Ohlsdorfer Friedhofsdirektor Wilhelm Cordes war er in Freundschaft verbunden. In diesem Zusammenhang stehen wohl auch die zahlreichen Aufträge zu Grabmälern des Friedhofs. Bestattet wurden er und seine Frau Sofia ebenfalls auf dem Ohlsdorfer Friedhof, nahe der „Schweizer Begräbnisstätte“ (Planfeld L14 und L15). Der Grabstein, der von der Büste einer trauernden Frau, die mit der rechten Hand ihr Gesicht bedeckt, gekrönt wird, trägt die Inschrift „BILDHAUER / XAVER ARNOLD / AUS TRIENGEN / 1848 – 1929 / SOFIA ARNOLD / 1843 – 1923“.
Xaver Arnold wohnte im Malzweg 2; sein Atelier befand sich in der Hammerbrookstr. 15. Er war Mitglied des Hamburger Künstlervereins und war unter anderem 1908 in der Jubiläumsausstellung anlässlich des 75-jährigen Bestehens des Künstlervereins vertreten. Zudem stellte er 1905, 1906, 1908 (Jubiläumsausstellung des Künstlervereins) und 1909 in den Ausstellungen des Kunstvereins in Hamburg aus, in dem er ebenfalls Mitglied war.

## Werke
Arnold schuf als Auftragsarbeiten monumentale Standbilder, vor allem aber Bildnisse und wenige figürliche Szenen als Relief:
- Betonabguss der Bremer Rolandsfigur, gestiftet von Hamburger Bürgern und von Xaver Arnold ausgeführt; 1880 im Reichshof des Hamburger Museums aufgestellt; 1968 nach erheblichen Kriegsschäden abgerissen.[6]
- Denkmal des Generals José Custodio Cayetano García Rovira (1780–1816), erster Präsident von New Granada, 1907, in Bucaramanga, Parque García Rovira[7]
- Denkmal für Matthäus Friedrich Chemnitz (1815–1870) in Uetersen, 1908 (Chemnitz schrieb 1844 den Text des Liedes Schleswig-Holstein meerumschlungen).
- Magellandenkmal an der Kornhausbrücke in Hamburg; von der ehemaligen Gruppe aus vier Statuen sind nur noch die von „Columbus“ und „Vasco da Gama“ erhalten; die Denkmäler für „Magellan“ und „James Cook“ wurden im Krieg zerstört.
- Bronze-Relief (Bootsfahrt zur Tellskapelle auf dem Vierwaldstätter See) auf der Schweizer Begräbnisstätte (L14/L 15), 1899
- Christusstatue auf dem Ohlsdorfer Friedhof, Geschenk von Friedrich Wencke, Hamburg 1904

Grabmäler auf dem Ohlsdorfer Friedhof, Hamburg:
- Grabmal Stahmer; Büste des Senators Johann Friedrich Thomas Stahmer (1819–1896), 1898. Stahmer war Präses der Friedhofsdeputation.
- Familiengrab Syndicus Dr. Carl Ludwig Leo, Brustbild im Rundrelief, 1899
- Familiengrab Breuer, Trauernde am Fuß eines Kreuzes, 1899
- Familiengrab Halben, Brustbild im Halbprofil, Relief, 1903. Johannes Halben (1829–1902), Pädagoge, Mitglied der Hamburger Bürgerschaft
- Grabmal C. A. H. Jacob (Bautzen 1842–1902 Hamburg), 1903
- Grabmal Friedrich Wencke (1842–1905), Hamburger Schiffsbauer und Reeder, 1905
- Grabmal der Familie des Maurermeisters und Bauunternehmers Paul Eckler (1847–1915), 1905
- Grabmal Botsch, 2,30 Meter hoher Engel, 1905.
- Grabmal Johann Martin Lappenberg, Historiker und Archivar, Bildnisrelief (Kopf), 1906; 1905 vom Friedhof St. Georg auf den Althamburger Gedächtnisfriedhof umgebettet
- Grabmal Vincent Placcius (1642–1699), 1906, Althamburger Gedächtnisfriedhof (wie vor)
- Grabmal Volbehr (1906)
- Grabmal Petersen ex Neugebauer, 1908, Ankunft von Maria Martha Neugebauer (1868–1906) im Himmel, Relief
- Grabmal, Friedrich Robert Nitzsche (1855–1910), Direktor einer Heilanstalt in Dresden, Jagdutensilien, Relief, 1910
- Grabmäler Carl Heinrich Theodor Oberländer, Alexander Hünecke und Wilhelm Hiestrich, Zigarettenfabrikant, Hamburg; Oberbürgermeister Busse, Lüneburg; Spörcken in Altenburg (wohl Werner von Spörcken, 1824–1899)[8]
- Grabmal für die Schweizer Kolonie (1913)[9]